# Ilhas da Sonda

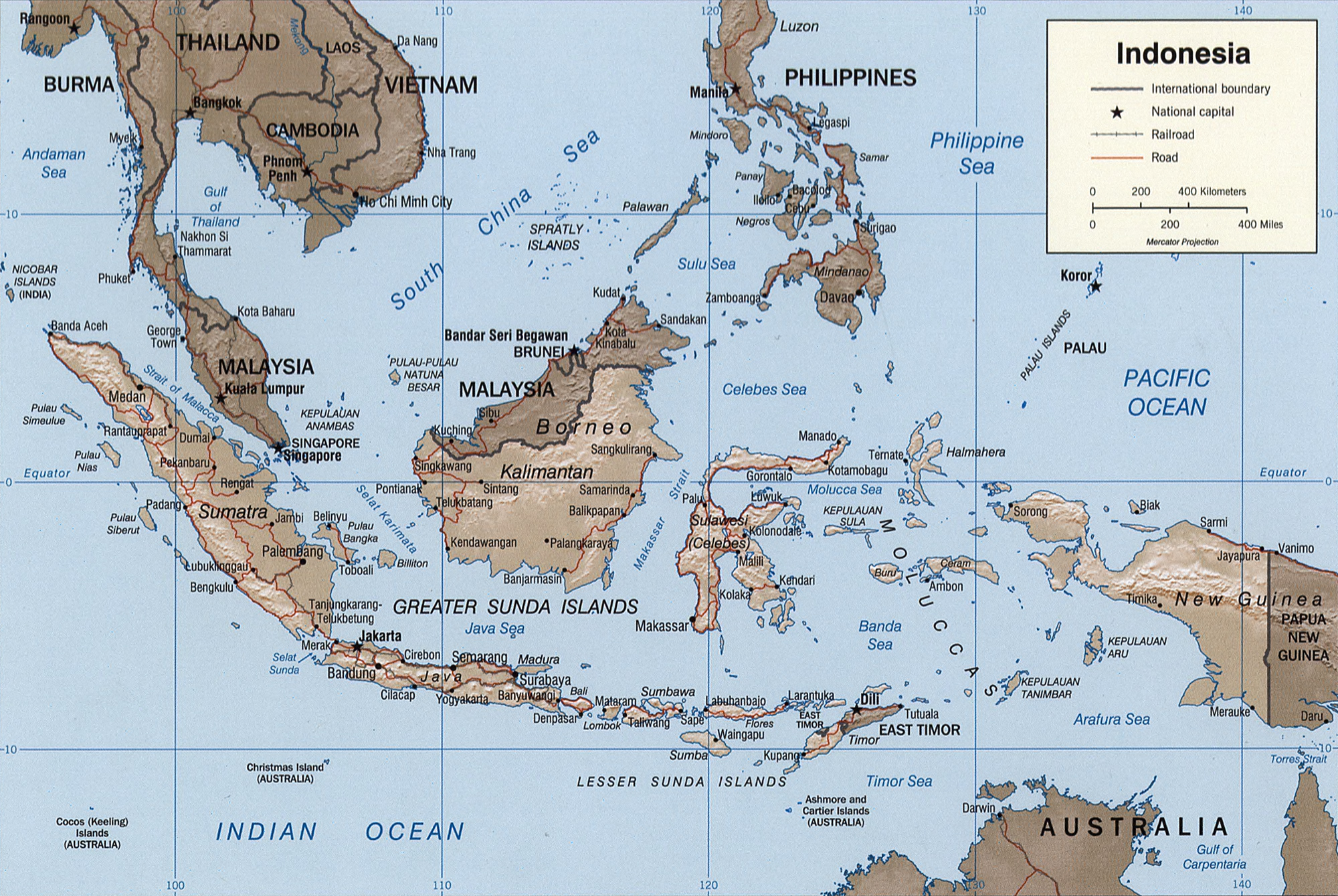
Mapa do Arquipélago Malaio contendo as Ilhas da Sonda.

As Ilhas ou Arquipélago da Sonda ou da Sunda formam um grande arquipélago na  Insulíndia, sueste asiático a nordeste da Austrália, que se encontra no limite entre as placas tectónicas euroasiática e australiana sendo, por isso, caracterizado por grande actividade vulcânica. Estas ilhas estabelecem igualmente a fronteira entre os oceanos Índico e Pacífico e estendem-se num arco aproximadamente paralelo ao Equador, entre a Península Malaia e a ilha da Nova Guiné.
As Ilhas da Sonda costumam ser agrupadas em:
- Grandes Ilhas da Sonda, compostas por:
  - Bornéu;
  - Java;
  - Samatra; e
  - Celebes.

- Pequenas Ilhas da Sonda, compostas (de oeste para leste) por:
- Bali;
- Lombok;
- Sumbawa;
- Flores;
- Komodo;
- Sumba;
- Timor;
- Ilhas Alor;
- Ilhas Barat Daya; e
- Ilhas Tanimbar, entre outras.

O território das Ilhas da Sonda é partilhado por Brunei, Indonésia, Malásia e Timor-Leste.
Também recebe este nome o estreito da Sonda, que separa Java de Samatra.

## Etimologia e uso
O topônimo português "Sonda" provavelmente advém do etnônimo "sunda", população que habitava parte da ilha de Java. Segundo outros autores, a sua etimologia estaria ligada ao sânscrito ou ao termo que significa "montanha", ou ainda a outro vocábulo que significa "branco", "brilhante".
Segundo Machado, a forma "Sonda" é a única usada em português, apontando a alternativa "Sunda" como obsoleta, embora Rebelo Gonçalves a registre. Nascentes registra apenas a forma "Sonda".

## Os sundaneses
Os sundaneses são um grupo étnico da parte ocidental da ilha de Java, que falam a língua sundanesa (Basa Sunda, em sundanês).